# Emilio Pericoli

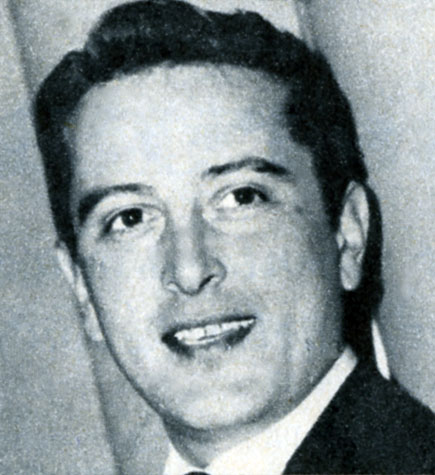
Emilio Pericoli

Emilio Pericoli (Cesenatico, Romagna, 7 de janeiro de 1928 – Savignano sul Rubicone, 9 de abril de 2013) foi um cantor italiano.
O sucesso de Pericoli está intimamente ligado ao Festival de Sanremo. Ele gravou uma versão da canção "Al di là", do vencedor do festival Betty Curtis. A canção foi um sucesso internacional ,sendo um grande sucesso, subiu aos tops dos Estados Unidos da América (#3 AC, #6 Pop) e #30 no Reino Unido. vendeu mais de 1 milhão de discos e recebeu um disco de ouro.
Em 1962, Pericoli entrou no Festival de Sanremo. Juntamente com o compositor Tony Renis ele cantou a balada, "Quando, Quando, Quando", que inicialmente não foi um sucesso, mas que mais tarde foi um dos grandes sucessos.
Um ano mais tarde, Pericoli voltou ao Festival de Sanremo com  Renis novamente, com a canção "Uno per tutte". Ele venceu o Festival de sanremo e representou a Itália no Festival Eurovisão da Canção 1963, onde se classificou em 3.º lugar, atrás dos vencedores Grethe e Jørgen Ingmann e Esther Ofarim.

## Discografia

### 33 rpm
- 1961 - Amori d'altri tempi (Dischi Ricordi, MRL 6008)
- 1962 - Amori dei nostri anni ruggenti (Dischi Ricordi, MRL 6021)

### 45 rpm
- 1959 - Vedo te...sogno te.../Ti prego amore (Dischi Ricordi, SRL 10-028)
- 1962 - Quando quando quando/Sedici anni (Dischi Ricordi, SRL 10-236)
- 1963 - Uno per tutte/Sull'acqua (Dischi Ricordi, SRL 10-310)
- 1964 - Gente allegra/La signora Juve (Dischi Ricordi, SRL 10-344)
- 1966 - Castelli di sabbia/Stai qui con me (Warner Bros, WB 1025)
- 1969 - Quelli belli come noi/Domani che farai (Globe Records, GR 1001

### Ep
- 1958 - Sanremo 1958 (Odeon, ERL 190; com Fernanda Furlani)
- 1961 - Amori d'altri tempi vol. 1 (Dischi Ricordi, ERL 190)

### Compilações
- 1959 - Hit parade Ricordi vol. 1 (Dischi Ricordi, MRL 6002)
- 1960 -  Hit parade Ricordi vol. 2 ([[Dischi Ricordi, MRL 6004)
- 1964 - Parata d'estate (Dischi Ricordi, MRL 6038)